# 플로렌스 리 (1864년)
플로렌스 리(Florence Lee, 1864년 2월 ~ 1933년 2월 17일)는 미국의 배우, 영화배우, 연극 배우이다.
사우스캐롤라이나주에서 태어났으며 로스앤젤레스에서 사망하였다.

## 영화
- 탑 오 더 모닝 (1922년)
- 시티 라이트 (1931년)